# Un paradiso per due
Un paradiso per due es una película para televisión italiana que fue estrenada el 6 de abril de 2010 en la cadena italiana Canale 5. Cuenta con la participación de Vanessa Incontrada y Giampaolo Morelli como pareja principal adulta, y el protagónico de la actriz y cantante Laura Esquivel y el actor y productor Gaston Soffritti como pareja principal juvenil. Dirigida por Pier Belloni y producida por la producción india de Gabriele Muccino.
La película batió récords de audiencia durante su estreno en Italia, reuniendo más de 4.500.000 millones de espectadores y un 17,16% de share.Este éxito en audiencias está acreditado a la pareja protagonista juvenil, Laura Esquivel y Gastón Soffritti, debido al fenómeno que ambos actores generaron en Europa a finales de la década de los 2000 e inicios del 2010 como ídolos adolescentes y su presencia en televisión y música.

## Historia
Alice (Vanessa Incontrada) es una bióloga marina que vive sola en una bahía de Cerdeña con su hija adolescente, Margherita (Laura Natalia Esquivel). La mujer estudia el comportamiento de un delfín, Italo, que vive solo en una zona del mar frente a la casa de la bióloga. Carlos Lust (Giampaolo Morelli), un fabricante sin escrúpulos, ha puesto sus ojos en la playa habitada por Alice y está tratando de desalojar a la mujer durante algún tiempo para construir una residencia. Para cerrar el acuerdo más rápido, decide ir a Cerdeña con su abogado y un contratista de cemento, Nerón. Carlos intentará hacerle creer a Alice que es un ambientalista que también estaba interesado en salvar a Italia de la especulación. Mientras tanto, en Roma, su hermano y socio, Edward comenzó a sospechar que Carlos está en problemas con Alice y trata de desacreditarlo para tomar su lugar en la empresa. Entre Alicia y Carlos, por su parte, viene el conocimiento de que no había puesto en la cita y que los dos socios, y sello de Nero, el miedo podría poner en peligro toda la operación.
Mientras tanto, en Roma, César (Gastón Soffritti), hijo de Carlos ecologista, se hace amigo de Margarita y se enamora de ella. En Cerdeña, Alicia y Carlos se enamoran y el contratista también está comenzando a apegarse a los delfines, a los cuales, hasta hace unos días con mucho gusto habría retirado de la bahía. Edward, cansado de esperar, llegó a Cerdeña para el control de Carlos y al darse cuenta de que el hombre es ahora favorable a Alice, estará de acuerdo con ellos y Nero para agilizar el funcionamiento y contrata a los pescadores locales para sacar a los delfines. En ese momento, Alicia y Carlos están en la cena juntos, pero son interrumpidos por los disparos procedentes del mar. Afortunadamente, solo el delfín resultó herido, pero Carlos ha entendido que es responsable y se ocupa de él ferozmente.
Mientras tanto, César y Margarita llegaron a Cerdeña para organizar una manifestación contra la especulación de la construcción de Charles Bramati. Alice se muestra por el hijo de Carlos, un volante con la cara del agricultor, su padre, y se da cuenta de que ha sido objeto de burla. Carlos está a punto de marcharse a Roma con el corazón roto cuando su hijo le convence para que se quede: si le gusta la bióloga debe seguir su corazón. Es precisamente durante la manifestación en contra de lo que Carlos fue finalmente declarado públicamente a Alice, la promesa de no construir una residencia en la bahía, sino más bien para financiar la investigación para la protección de los cetáceos.

## Reparto
- Vanessa Incontrada como Alice.
- Giampaolo Morelli como Carlo.
- Laura Esquivel como Margherita.
- Gastón Soffritti como Cesare.
- Dino Abbrescia como Timbro.
- Silvio de Marco como Sergio.
- Claudio Castrogiovanni como Edoardo.
- Ricky Memphis como Nerone.
- Florencia Raggi como María.